# NIFL 프리미어십
NIFL 프리미어십(Northern Ireland Football League Premiership)은 북아일랜드의 최상위 축구 리그이다. 간단히 아일랜드 풋볼 리그(Irish Football League)라고 불리기도 한다. 이 명칭은 아일랜드의 리그 오브 아일랜드와 착각의 여지가 생길 수 있는데, 북아일랜드의 축구 리그가 전통적으로 아일랜드 리그로 인식되어 왔다. 현재의 아일랜드 리그는 1921년에 북아일랜드리그에서 갈라져 생겨났기 때문이다.

## 재구성
2008-09시즌부터 리그는 재구성되었다. 명칭은 IFA 프리미어십으로 바뀌고 팀은 12팀으로 감소되는데, 강등팀은 2007-08시즌의 성적과는 관계없이 이전 두 시즌의 성적과, 기타 외부적인 상황에 따라 결정된다. 각 참가팀은 독립적인 평가단에 의해 평가받는데 평가사항은 다음과 같다.
- 스포츠 (최대 450점) - 2005-06시즌부터 2007-08시즌의 리그 순위, 아일랜드 컵, 리그컵, 유럽 대회 성적을 통해 점수 결정; 이는 유소년팀, 여성팀의 운영, 지역 사회 개발 프로그램과도 연관이 있다.

- 재정 (최대 200점) - 자체 재정, 채무 관리와 현금 흐름 예측에 기반을 둔다.

- 기본시설 (최대 150점) - 경기장 수용능력, 준비에 대한 변화, 위생 시설, 경기장 상태, 조명, 표준상황실의 유무, 응급처치실, 약물검사실, 미디어룸 등으로 결정한다.

- 사업 계획 (최대 50점)

- 인사 (최대 100점) - 직원의 자격과 경험으로 결정.

- 관중 동원력 (최대 50점)

2006-07시즌이 종료된 후에 총 41개의 신청팀이 순위별로 가려진다. 이렇게 하여 상위 11개팀이 IFA 프리미어십에 참여하게 되고, 12~15위팀은 마지막 한 자리를 놓고 최종결정을 하게 된다.
포터다운 FC는 신청시한을 15분 넘겨 IFA 챔피언십으로 강등되었다.

## 2011-12 시즌 팀
- 밸리미나 유나이티드 FC
- 캐릭 레인저스 FC
- 클리프턴빌 FC
- 콜레인 FC
- 크루세이더스 FC
- 도네걸 셀틱 FC
- 던개넌 스위프츠 FC
- 글레너번 FC
- 글렌토런 FC
- 린필드 FC
- 리즈번 디스틸러리 FC
- 포터다운 FC

## 같이 보기
- 축구 대회 목록